# Heřmanice
Heřmanice är en ort i Tjeckien. Den ligger i den norra delen av landet, 100 km norr om huvudstaden Prag. Heřmanice ligger 311 meter över havet och antalet invånare är 229.
Terrängen runt Heřmanice är varierad. Runt Heřmanice är det ganska tätbefolkat, med 93 invånare per kvadratkilometer. Närmaste större samhälle är Liberec, 14,8 km söder om Heřmanice. Omgivningarna runt Heřmanice är en mosaik av jordbruksmark och naturlig växtlighet.